# Koen Aurousseau
Conrad Aurousseau, en néerlandais Koenraad, dit Koen, est un juge d'instruction belge condamné à une année de prison avec sursis et amende par la justice belge en 1998 pour avoir eu des pratiques très violentes sous contrat masochiste avec sa femme. Egalement condamné pour avoir incité sa femme à la fornication, il lui est interdit d'exercer dans la fonction publique pendant cinq ans, ce qui met un terme à sa carrière. Son histoire a été racontée dans un film sorti en 2009, Domination (nl).
Le magistrat a été condamné par la cour d’appel d’Anvers, celle-ci justifiant sa décision par le respect de la dignité humaine et la protection de la santé de la personne masochiste, rejetant l'argument que la « victime » a le droit de vivre comme elle l'entend. Soutenu par sa femme, le magistrat porte l'affaire devant la Cour européenne des Droits de l'Homme, en s'appuyant sur une approche fondée sur la Convention européenne des droits de l'homme, qui reconnaît le « droit à disposer de son propre corps ». Mais la Cour européenne des Droits de l'Homme rejette la plainte, au motif qu'il est arrivé que la victime demande que les sévices s'arrêtent mais n'a pas été entendue : le magistrat était sous l'influence de l'alcool et incapable de garder le contrôle de la situation.

## Éléments biographiques
Koenraad Aurousseau est le fils d'un médecin généraliste. Ses parents divorcent alors qu'il a quinze ans. Pour des raisons financières, la garde est confiée à son père. Sa mère se remarie à un acteur de télévision, Roger Coorens (nl).
Après des études de droit, Koen Aurousseau devient en 1979, à l'âge de trente trois ans, juge d'instruction au tribunal de première instance de Malines. Trois ans plus tôt, il a épousé Magda Wolter van der Wey, qui est elle aussi de la première classe du baby boom.

## Révélation de l'affaire et condamnation
En 1997, alors que l'opinion a été choquée par l'affaire Dutroux et les institutions discréditées, des rumeurs circulent dans le tribunal concernant la fréquentation par le magistrat du milieu des prostituées et des proxénètes. Une enquête est diligentée. Au cours d'une perquisition au domicile de celui-ci, la police découvre les enregistrements vidéo des orgies qui se sont déroulées dans des chalets privés à Orchimont, Oignies et Balen. Elle trouve aussi les vidéos des séances de domination de sa femme Madga auxquelles il soumettait celle-ci, dans un premier temps dans leur chambre puis dans un club sadomasochiste de Wetteren. Une inculpation est ordonnée.
Le procès fait la une de certains journaux. Koen Aurousseau plaide l'état de nécessité, ayant répondu à une demande, découlant de l'alcoolisme de sa femme. Sa femme était donc globalement consentante, et n'a d'ailleurs jamais porté plainte contre son mari. La Cour note néanmoins que les deux étaient en permanence alcoolisés, ce qui est contraire à la culture SM, car les participants sont censés pouvoir garder le contrôle. La Cour reconnaît que les traitements violents subis par Magda Aurousseau, fouet, pinces, électricité, aiguilles dans les seins, écarteurs, brûlures, n'ont causé aucune séquelle. Mais elle estime qu'un risque de mutilation était possible et note que Magda Aurousseau « a crié de douleur et parfois s'est évanouie. Quand elle a crié « miséricorde », les activités n'ont pas été interrompues, alors qu'elles auraient dû ». Koen Aurousseau est condamné le 30 septembre en vertu de l'articles 397 du Code pénal à un an de prison avec sursis, c'est-à-dire en liberté surveillée, pour coups et blessures volontaires. C'est la peine minimale. Il doit payer également 2 478 euros d'amende.
Koen Aurousseau est également condamné pour incitation à la fornication pour avoir amené sa femme dans des clubs SM, lui-même ayant admis avoir organisé ce transport. Aurousseau reçoit donc la peine minimale de 1 an de prison, la peine maximale étant de 5 ans. Depuis l'affaire Dutroux, cette condamnation est liée automatiquement liée à une déchéance des droits civils et politiques. Aurousseau est donc démis de ses fonctions de juge.
Magda s'est comportée comme esclave pour 100 euros dans un sex club de Wetteren, mais le tribunal estime qu'Aurousseau n'a pas voulu l'utiliser financièrement, et le chef d'accusation « exploitation de la fornication » n'est donc pas retenu. Les enregistrements vidéo n'ayant pas été faits dans le but d'une exploitation commerciale, il échappe également à l'accusation de publicité obscène. Un médecin, thérapeute de Magda Aurousseau qui l'a accompagnée dans ses séances de soumission, et un policier sont également condamnés à un mois de prison avec sursis et des amendes pour complicité, respectivement 186 et 248 euros. Deux relaxes sont prononcées et quatre autres personnes sont condamnées à des peines minimales pour coups et blessures volontaires.

## Conséquences personnelles
La Cour de cassation rejette le 6 janvier 1998 le recours qui a été interjeté. Le lendemain, Koen Aurousseau présente sa démission dans l'espoir de conserver sa pension de retraite, mais le ministre de la Justice Stéphane De Clerck s'interdit d'intervenir dans la procédure, au nom de l'indépendance de la justice. Le ministre refuse la démission et le magistrat déchu perd ses droits à pension. Quoique par des arguments différents, une interprétation de la jurisprudence de la Cour européenne des Droits de l'Homme, la peine est confirmée le 25 juin 1998 par la cour d’appel d’Anvers.
Du fait de la perte de ses droits civiques, Koen Aurousseau ne bénéficie d’aucune protection ni aide sociale et est amené à vendre sa maison. Sa fille, étudiante, reproche à ses parents d'avoir manqué du sens des responsabilités et quitte le foyer familial. Les liens avec celle ci resteront rompus plus de dix ans. Il fait une tentative de suicide mais garde le soutien de sa femme, quoique leur vie sexuelle soit durablement anéantie. Magda Aurousseau considère que c'est du tribunal, qui a violé l'intimité de sa vie, et non de son mari qu'elle est victime.
En juin 1999, Koen Aurousseau est embauché comme assistant parlementaire par le sénateur nouvellement élu Jean-Marie Dedecker et travaille à un projet de loi porté par René Landuyt visant à encadrer juridiquement les pratiques sadomasochistes mais le projet n'aboutit pas. En novembre 1999, il prend en gérance un petit bistrot de Malines, le Kelderke, qui ouvre sur la Dyle. Il habite le petit appartement au-dessus.

## Jurisprudence belge et européenne
La cour d'appel d'Anvers a reconnu que condamner Koen Aurousseau pour coups et blessures dans le cadre de pratiques sadomasochiste constitue une ingérence dans la vie privée, qui doit être justifiée. Selon la cour, cette justification se trouve dans une loi de protection de la moralité et de la santé. Donc, même si la cour a estimé que les pratiques sadomasochistes douces sont protégées par le droit à la vie privée, elle a considéré que les faits spécifiques étaient « si graves, choquants, violents et odieux » qu'ils portaient atteinte à la dignité humaine et n'étaient en aucun cas socialement acceptables. Le premier motif de condamnation est donc un argument de principe, le respect de la dignité humaine : « le respect de la dignité de la personne humaine reste en tout cas une limite qui ne peut être franchie sur l'argument du droit à mener sa vie comme on l'entend [...] ou du consentement à des relations sexuelles. ». Le second motif concerne la protection de la santé de la personne livrée aux coups, il s'agit d'un argument d'espèce, basé sur « la gravité des accidents vasculaires cérébraux et le risque de blessures ou mutilations »,.
Le jugement de cour d'appel d'Anvers de 1998 s'est donc basé sur la jurisprudence de l’affaire Laskey dont l'arrêt été rendu le 19 février 1997 par la Cour européenne des Droits de l'Homme (CEDH),. La CEDH avait jugé que les voies de fait et les coups et blessures entre adultes consentants étaient une affaire purement privée, mais elle avait également reconnu aux états membres du Conseil de l'Europe le droit de juger du danger pour la santé physique et morale d'une personne auquel une telle pratique l'expose. L'arrêt du 19 février 1997 rejette à l'unanimité peu avant le début de l'affaire Aurouseau, une plainte déposée par trois Anglais condamnés par le Royaume-Uni pour s'être livrés mutuellement à une domination homosexuelle d'une grande violence (orties, aiguilles, pinces, papier de verre, marquages), elle fonde sa jurisprudence sur le paragraphe 2 de l'article VIII de la Convention européenne des droits de l'homme qui stipule, à propos du droit individuel au respect de la vie privée et familiale, qu'« il ne peut y avoir ingérence d'une autorité publique dans l'exercice de ce droit que pour autant que cette ingérence est prévue par la loi et qu'elle constitue une mesure qui, dans une société démocratique, est nécessaire à la sécurité nationale, à la sûreté publique, au bien-être économique du pays, à la défense de l'ordre et à la prévention des infractions pénales, à la protection de la santé ou de la morale, ou à la protection des droits et libertés d'autrui. ».
Néanmoins, avec le soutien de sa femme, Koen Aurousseau fait porter son affaire à Strasbourg devant la Cour européenne des Droits de l'Homme. Son avocat, Stéphane Sottiaux, motive la plainte contre l'état belge par le paragraphe 1 de l'article VIII de la Convention européenne des droits de l'homme, lequel garantit le respect de la vie privée.
Dans l'affaire Aurousseau, la CEDH ne s'appuie pas sur l'unique jurisprudence relative au sadomasochisme, l'arrêt Laskey de 1997, mais sur celle de l'euthanasie pour exiger que, dans le cadre de relations sexuelles, la restriction de la liberté de la « victime » soit l'expression de la liberté de celle-ci. L'approche de la CEDH n'est donc pas morale : elle se base sur le « droit à disposer de son propre corps » quand bien même les choix d'un individu paraitraient nuire ou mettre en danger son intégrité physique ou morale. Contrairement à la jurisprudence Laskey, le caractère « extrême » des pratiques n'est pas discuté. Ce qui est déterminant est de vérifier que la volonté de la personne masochiste a bien été respectée. Or, la CEDH reconnaît que la décision de la cour d'appel d'Anvers est motivée par trois constats qui vont dans le sens contraire, à savoir que les demandes d'arrêter les sévices par celle qui les subissait n'ont pas été respectées, que les participants ont admis qu'ils ne savaient plus où ils s'arrêteraient, que la consommation à outrance de bière leur avait fait perdre tout contrôle.
Aussi, le 11 février 2005, la Cour européenne des Droits de l'Homme rejette la plainte de Koen Aurousseau. Il s'agit pourtant bien d'un revirement par rapport à la jurisprudence de son propre arrêt de 1997, de la définition d'un cadre légal aux sévices sexuels consentis et d'un désaveu des arguments moraux de la justice belge.

### Sources
1. 1 2 3 4 5 6 7  R. Olivier, « Le juge condamné », in M. H. Massin, Catalogue des films documentaires, Service général de l’Audiovisuel et des Multimédias de la Communauté française de Belgique du Centre du cinéma et de l’audiovisuel, Bruxelles, 2000.
2. ↑  « SM-rechter » (présentation de l'œuvre), sur l'Internet Movie Database.
3. ↑  S. de Jonge, « "SM-Rechter" : Koen Aurousseau en zijn vrouw Magda. », in Humo, n° 3574, p. 8, 2 mars 2009.
4. 1 2 3 4 5 6 7 8 9 10 11 12 13 14 15 16 17 18 19  J. De Wit, « SM-rechter: de juridische waarheid achter de film », in Gazette d'Anvers, Anvers, 13 mars 2009  (ISSN 0771-1581).
5. ↑  W. Vandenhole, Fundamentele rechten en vrijheden - Arresten en Documenten, p. 3, Acco (nl), Louvain, 2010.
6. 1 2 3 4 5 6 7 8 9 10 11  S. Sottiaux, « Straatsburg beschermt sadomasochisme », in De Juristenkrant, n° 105, p. 12, Malines, 9 mars 2005  (ISSN 1374-3538).
7. ↑  Rechtskundig Weekblad, p. 749-750, Anvers, 1997-98.
8. 1 2  D. Hermans, « "Wie de behoefte voelt om aan SM te doen, moet dat vooral doen" », in L'Étendard, Grand-Bigard, 3 mars 2009.
9. ↑  « Echtgenote SM-rechter: "We zijn moreel en financieel gekraakt" », in Gazette d'Anvers, Anvers, 25 février 2009  (ISSN 0771-1581).
10. 1 2  S. Sottiaux, « Sadomasochisme : het Recht op privacy voorbij », in Ethiek en Maatschappij, no 3, p. 99, Gand, 1999  (ISSN 1373-0975).
11. ↑  CEDH, « Laskey, Jaggard & Brown vs. Royaume-Uni », 19 février 1997, in Revue trimestrielle des Droits de l'Homme, p. 733-745, Bruxelles, 1997.
12. ↑  CEDH, Pretty vs. Royaume-Uni, 2002.

### Problèmes juridiques connexes
- Droit à l'intégrité physique en France.
- Châtiment corporel
- lancer de nain.